# Morti nel 1047
| Questa pagina contiene informazioni ricavate automaticamente dalle voci biografiche con l'ausilio del template Bio e di un bot. L'aggiornamento è periodico e automatico e ricostruisce completamente la pagina. Se manca una persona in questa lista, sei pregato di non aggiungerla, ma accertati piuttosto che la sua voce biografica contenga il template Bio e che i dati anagrafici siano correttamente compilati. Se il template Bio manca, inseriscilo tu stesso o, in alternativa, metti l'avviso {{tmp\|Bio}} che ne segnala la mancanza. Se i dati riportati sono sbagliati, correggi direttamente la voce biografica; le modifiche saranno visibili in questa lista entro pochi giorni. Per chiarimenti vedi il progetto biografie. La lista contiene solo le 10 persone che sono citate nell'enciclopedia e per le quali è stato implementato correttamente il template Bio. Pagina aggiornata al 10 feb 2025. |

- 30 aprile - Teodorico II di Lussemburgo, vescovo cattolico tedesco
- 16 giugno - Poppo di Treviri, arcivescovo austriaco
- 9 ottobre - Papa Clemente II, papa e vescovo tedesco (n. 1005)
- 14 ottobre - Enrico II di Lussemburgo, conte
- 25 ottobre - Magnus I di Norvegia, re (n. 1024)
- 29 ottobre - Shenuda II di Alessandria, arcivescovo cristiano orientale egiziano
- Papa Gregorio VI, papa e vescovo italiano
- Levente d'Ungheria, sovrano
- Ottone II di Svevia, nobile tedesco
- Þórríðr Þórkilsdóttir, faroese (n. 960)